# Битва под Олькениками
Битва под Олькениками произошла 18 ноября 1700 года во время Гражданской войны в Великом княжестве Литовском (так называемой «Домашней войны»), в ходе которой Сапеги потерпели поражение и утратили своё доминирующее влияние в ВКЛ.

## Предыстория
Доминирующее положение Сапег в ВКЛ, сложившееся в конце XVII века, оспаривали другие влиятельные роды великого княжества, в частности Огинские, Пацы, Вишневецкие.
Избранный в 1697 году новый король Речи Посполитой Август II решил использовать разногласия в среде великолитовских магнатов для усиления своей власти.
В апреле 1700 года в Вильно произошёл инцидент, когда сторонники Сапег, желая убить своего ярого противника витебского каштеляна Михаила Коцелла, ошиблись и обстреляли и ранили двух представителей влиятельного рода Вишневецких: Михаила Сервация и Януша Вишневецких.
Возобновление боевых действий стало неизбежным.

## Ход сражения
Обе армии встретились неподалеку от современного местечка Валькининкай южнее Вильно. Попытка епископа Бжостовского примирить стороны была безуспешной.
Численное преимущество было на стороне шляхты: «посполитое рушение» (ополчение) могло противопоставить Сапегам наёмную валашскую кавалерию и многочисленные шляхетские хоругви.
Сапеги имели в своих частях профессиональную пехоту, артиллерию, рейтаров и татарскую конницу.
Позиция, выбранная М. С. Вишневецким для сражения, имела то преимущество, что скрывала за лесом передвижение основной массы войск, что позволило Г. А. Огинскому начать движение своего отряда в тыл армии Сапег. После ожесточенного сражения между отрядами пехоты в центре позиций противников армия Сапег начала отступать.
Насколько успел Огинский завершить манёвр по окружению войска Сапег к кульминационному моменту сражения, сказать трудно, но почти все лидеры армии Сапег покинули поле боя. Лишённая командования, армия Сапег стала отступать и в конечном итоге обратилась в бегство.
С горсткой приближенных на поле боя остался сын гетмана Сапеги конюший ВКЛ Михаил Сапега. Окруженный врагами, он сдался Михаилу Вишневецкому и с почетом был препровожден в Бернардинскую обитель в Олькениках.
Утром следующего дня пленники (включая М. Сапегу) были казнены ворвавшейся в обитель шляхтой.

## Последствия
Поражение Сапег под Олькениками стало основным событием Гражданской войны 1697—1702 годов. Сапеги и их ближайшее окружение бежали в Пруссию.
В начавшейся вскоре войне против Швеции они приняли сторону Карла XII и способствовали избранию нового короля Речи Посполитой Станислава Лещинского.